# 하이파이유니콘
하이파이유니콘(Hi-Fi Un!corn)은 SBS M의 보이밴드 오디션 프로그램 《THE IDOL BAND: BOY'S BATTLE》를 통해 선발되어 2023년 6월 26일에 데뷔한 FNC 엔터테인먼트의 자회사 FNC JAPAN 소속 5인조 보이 밴드이다.

## 구성원
| 이름          | 소개                                                                                  |
| ------------- | ------------------------------------------------------------------------------------- |
| 김현율        | - 생년월일: 2000년 1월 15일(25세) - 출생지: 대한민국 - 활동기간: 2023년 6월 26일~현재 |
| 손기윤        | - 생년월일: 2000년 3월 24일(25세) - 출생지: 대한민국 - 활동기간: 2023년 6월 26일~현재 |
| 엄태민        | - 생년월일: 2001년 7월 14일(23세) - 출생지: 대한민국 - 활동기간: 2023년 6월 26일~현재 |
| 후쿠시마 슈토 | - 생년월일: 2003년 8월 14일(21세) - 출생지: 일본 - 활동기간: 2023년 6월 26일~현재     |
| 허민          | - 생년월일: 2005년 9월 8일(19세) - 출생지: 대한민국 - 활동기간: 2023년 6월 26일~현재  |

## 음반 목록

### 디지털 싱글 음반
- 2023년 6월 26일 《Over the Rainbow》

### 싱글 음반
- 2023년 11월 29일 《U&I》

## 수상 목록
- 2024년 케이 월드 드림 어워즈 K월드 드림 뮤직 아이콘상